# Fan Zhongyan

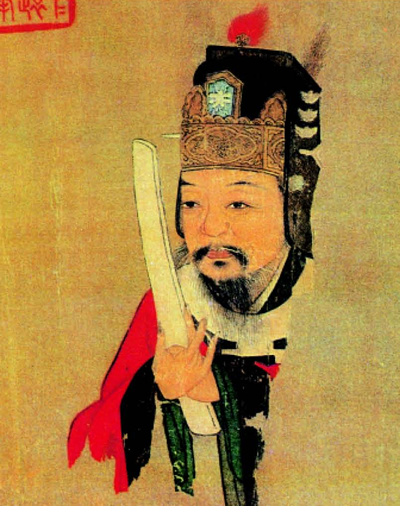
Darstellung Fan Zhongyans

Fan Zhongyan (* 989 in Wuxian (吳縣), Suzhou; † 1052) (chinesisch 范仲淹, Pinyin Fàn Zhòngyān) war ein chinesischer Politiker und Schriftsteller der Song-Dynastie.

## Beamtenkarriere
Im Alter von 26 Jahren begann Fan Zhongyan seine Beamtenkarriere. Zunächst war er in Xinghua beschäftigt, wo er an der Küste Wellenbrecher errichten ließ, um die Zerstörung des Ufers zu verhindern.
In den Jahren 1034 bis 1036 katalogisierte er zusammen mit Ouyang Xiu die kaiserliche Bibliothek.
Im Krieg gegen die Tanguten (Westliche Xia) (1040–1044) wurde er zum stellvertretenden Militärbefehlshaber von Shaanxi ernannt und 1041 mit der Organisation der Verteidigung beauftragt. Der im Jahr 1044 ausgehandelte Friedensvertrag wurde in der Song-Dynastie als Erfolg Fan Zhongyans gewertet wurde, obwohl hohe Tributzahlungen an Seide, Silber und Tee geleistet werden mussten.
Nach dem Ende des Krieges setzte er sich als Vizekanzler (副宰相) für zahlreiche Reformen in verschiedenen politischen Bereichen ein.
Reformen unter Fan
Fan Zhongyan führte ein zehn Punkte umfassendes Reformprojekt durch, das unter anderem das Steuerwesen sowie das Prüfungssystem der Beamten veränderte. Er leitete damit die „neue Politik während der Qingli-Zeit“ ein, die soziale Änderungen gegen den Widerstand konservativer Kräfte durchsetzte.
Die Reformen werden heute im Vergleich zu den unter Wang Anshi durchgeführten radikaleren Änderungen nur noch als „bescheidene Verbesserungen schon vorhandener Institutionen“ eingestuft. Als großes Problem sah Fan Zhongyan den Mangel an Beamtenanwärtern mit einer guten Ausbildung an. Neben der Änderung des Auswahl- und Beförderungsverfahrens setzte er sich für die Gründung weiterer Schulen ein.

## Literarisches Werk
Fan Zhongyans berühmtestes Werk ist der Essay vom Yueyang-Turm (Yuèyáng Lóu Jí, chinesisch Volltext [Wikisource]). Zudem schrieb er viele Ci-Gedichte.

## Zitat
“寧鳴而死，不默而生.”

„Es ist besser, sich zu äußern und zu sterben, als zu schweigen und zu leben.“